# Irish Albums Chart
Irish Albums Chart je standard, podle kterého se v irském hudebním průmyslu hodnotí žebříček popularity oficiálně vydaných hudebních alb. V současnosti se při tomto žebříčku využívá britská metodologie průzkumu trhu, která pod názvem Chart-Track vznikla v roce 1996. Alba jsou irskou asociací hudebního průmyslu (IRMA) hodnoceny na týdenní bázi. Čísla z prodeje jsou sestavena z každý den elektronicky nasnímaných maloobchodních dat, které jsou propojeny v systémech jejich elektronických pokladen, jakož i z některých oficiálních digitálních zdrojů na stahování alb. Žebříčky jejich obchodních výsledků poskytují všichni hlavní a více než čtyřicet nezávislí hudební prodejci, čímž je dosaženo více než 80% pokrytí hudebního trhu. Výsledky prodeje Irish Albums Chart jsou pravidelně zveřejňovány v pátek večer. Logicky jde tedy o uzávěrky prodeje od pátku rána předchozího týdne do posledního čtvrtečního večera.